# Manifestations de 2020-2021 au Pakistan
Les manifestations de 2021 au Pakistan sont une série de manifestations en cours au Pakistan qui ont commencé en octobre 2020. Des manifestations de masse ont éclaté pour la première fois après une série d'appels à des rassemblements nationaux orchestré par le parti islamiste Tehreek-e-Labbaik Pakistan (TLP). Le motif principal du parti concerne une caricature blasphématoire qui y a été publiée et les événements entourant l'assassinat de Samuel Paty, un enseignant de collège, en France.
Les manifestations se sont intensifiées à travers le Pakistan après que le chef du parti Saad Hussain Rizvi a été arrêté le 12 avril 2021.

## Contexte
En octobre 2020, un terroriste islamiste décapite l'enseignant Samuel Paty à Conflans-Sainte-Honorine pour avoir montré une caricature de Mahomet. Le président français Emmanuel Macron défend la liberté d'expression et le droit de publier de telles caricatures, après quoi de nombreuses manifestations ont lieu au Pakistan, avec des appels au boycott des produits français et à la rupture des relations diplomatiques avec la France. En novembre 2020, des militants du parti islamiste d'extrême droite TLP bloquent une entrée à Islamabad et exigent l'expulsion de l'ambassadeur de France au Pakistan. Les manifestations sont annulées le 16 novembre 2020 après que le gouvernement du Pakistan est parvenu à un accord avec le TLP. Ce dernier prévoit une procédure d'expulsion de l'ambassadeur de France, l'absence de nouvelle nomination à l'ambassade parisienne (le poste restant vacant), un boycott officiel des produits français et la libération de militants du TLP interpellés lors des manifestations.

## Événements
Après que le président français Emmanuel Macron a pris une position durcie contre les islamistes radicaux, le fondateur du TLP, Khadim Hussain Rizvi, appelle le Pakistan à couper les relations diplomatiques avec la France. Il demande à ses partisans de manifester dans les rues de la capitale pakistanaise, Islamabad. Quelques jours plus tard, il y meurt des suites d'une maladie (probablement du Covid-19) et les protestations deviennent plus actives sous l'égide de son fils, Saad Hussain Rizvi.
Le 11 avril 2021, Saad Rizvi publie un message vidéo demandant aux militants du TLP de lancer des manifestations à travers le Pakistan si le gouvernement n'exclut pas l'ambassadeur de France du pays avant le 20 avril. Le 12 avril, l'arrestation de Rizvi à Lahore, inculpé en vertu de la loi pakistanaise antiterroriste de 1997 (ATA), irrite les manifestants, provoquant des troubles généralisés. Des protestations éclatent à travers le pays, avec des activistes du TLP bloquant les routes de transport et coupant les villes dont Lahore, Islamabad, Peshawar et Gujranwala les unes des autres. Les protestations sont marquées par des violences avec des rapports faisant état de jets de pierre. Au moins deux personnes sont tuées dans les émeutes du 12 avril. En outre, le TLP affirme que deux manifestants sont abattus à Faisalabad et Karachi. Un porte-parole du TLP déclare ultérieurement qu'au moins quatre personnes ont été tuées, des centaines ont été blessées et des milliers ont été arrêtées par la police.
Le 13 avril, un policier est battu à mort lors des émeutes à Lahore, tandis que 40 autres sont blessés. Le porte-parole du TLP, Tayyab Rizvi, affirme que le nombre de travailleurs du TLP morts lors des manifestations le deuxième jour est passé à 12. Un porte-parole de la police du Pendjab confirme que deux policiers ont été tués par les manifestants avec des clubs, des briques et des armes à feu. Les forces paramilitaires sont déployées en renfort de la police locale dans plusieurs villes, comme Lahore, Gujranwala, Rawalpindi et Bahawalpur. Le 18 avril, les membres du TLP prennent six membres du personnel de sécurité en otage à leur siège de Lahore.
Le gouvernement pakistanais annonce une procédure d'interdiction du TLP le 15 avril en raison des violences des derniers jours et il dénonce l'accord du 16 novembre 2020. Cependant, l'interdiction ne permet pas au gouvernement pakistanais de dissoudre entièrement le parti politique, pour lequel il a besoin d'une décision conforme de la Cour suprême. Le Pakistan a temporairement interdit les médias sociaux pendant quatre heures le 16 avril dans une tentative de freiner les manifestations, car le TLP a une large influence sur les médias sociaux. Plus tard, il a interdit la couverture du TLP par les médias locaux. Le même jour, le gouvernement pakistanais a publié une déclaration présumée de Saad Rizvi, demandant aux manifestants de se retirer et de se disperser pacifiquement. Mais plusieurs manifestants ont exprimé leur incrédulité dans la déclaration, insistant pour la voir ou l'entendre venant de Rizvi lui-même. Les militants du TLP en Grande-Bretagne ont organisé une protestation près du Haut-Commissariat du Pakistan à Londres le 16 avril, mais ont ensuite été dispersés par la police locale. 
Le 18 avril, la police pakistanaise a affirmé que le TLP avait pris six membres du personnel de sécurité en otage, dont un officier de police supérieur et deux soldats paramilitaires. Alors que des négociations s’engagent, les otages sont libérés et le parti réclame l'abandon de la procédure d'interdiction.

## Réactions

### Nationales
S’adressant à la nation le 19 avril 2021, le Premier ministre Imran Khan affirme partager les objectifs du TLP mais dénonce ses méthodes. Il se dit favorable à une interdiction mondiale du blasphème, comparant ce dernier à la négation de la Shoah, et promet de former une union des pays musulmans pour faire face aux pays où sont commis les blasphèmes. Il s'oppose toutefois aux manifestations et actions violentes qui selon lui n'ont jamais produit de résultats. Enfin, il rejette les rétorsions envers la France, qui impacteraient surtout l'économie pakistanaise, rappelant que la moitié du textile exporté est à destination de l'Union européenne. 

### Diplomatiques
La France a conseillé à ses citoyens et aux entreprises françaises de quitter temporairement le Pakistan en raison de la forte nature francophobe des manifestations violentes. Cependant, plusieurs ressortissants français ont refusé de quitter le pays, déclarant que les menaces provenaient de radicaux du TLP, mais pas de citoyens ordinaires. Un diplomate pakistanais anonyme parlant au journal français Le Figaro a dit que la réputation internationale de leur pays [le Pakistan] se détériorait en raison des actions du TLP. Les talibans pakistanais ont soutenu les manifestants du TLP et ont déclaré : « Nous rendrons [le gouvernement] responsable de chaque goutte de sang des martyrs. ».